# رومولية
الرومولية أو الذُّرَق (باللاتينية: Romulea) جنس نباتي من الفصيلة السوسنية يضم حوالي مئة وستة وثلاثين نوعاً مقبولا وثلاثة عشر نوعا لم يحسم أمرها بعد.
موطن أنواع هذا الجنس بلاد الشام والمغرب العربي ومناطق حوض البحر الأبيض المتوسط.

## من أنواعهاالواطنةفيالوطن العربي
1. رومولية الأطلس الصحراوي (باللاتينية: Romulea antiatlantica) في المغرب العربي
2. رومولية إنغلر (باللاتينية: Romulea engleri) في المغرب العربي
3. الرومولية البترائية (باللاتينية: Romulea petraea) في بلاد الشام
4. الرومولية البرقاوية (باللاتينية: Romulea cyrenaica) في المغرب العربي
5. الرومولية البنزيغية (باللاتينية: Romulea penzigii) في المغرب العربي
6. الرومولية البيفرونسية (باللاتينية: Romulea bifrons) في المغرب العربي
7. رومولية تمبسكي (باللاتينية: Romulea tempskyana) في بلاد الشام
8. الرومولية الثلجية (باللاتينية: Romulea nivalis) في بلاد الشام
9. الرومولية الزعفرانية (باللاتينية: Romulea bulbocodium) في بلاد الشام
10. الرومولية العمودية (باللاتينية: Romulea columnae) في بلاد الشام والمغرب العربي وتركيا والقوقاز والبلقان
11. رومولية فياريه (باللاتينية: Romulea villaretii) في المغرب العربي
12. الرومولية الفينيقية (باللاتينية: Romulea phoenicia) في بلاد الشام
13. الرومولية الليغورية (باللاتينية: Romulea ligustica) في المغرب العربي وإيطاليا
14. رومولية ليناريس (باللاتينية: Romulea linaresii) في المغرب العربي وتركيا واليونان
15. الرومولية متفرعة الأزهار (باللاتينية: Romulea ramiflora) في المغرب العربي
16. الرومولية المراكشية (باللاتينية: Romulea maroccana) في المغرب العربي
17. الرومولية النوميدية (باللاتينية: Romulea numidica) في المغرب العربي

## الوصف النباتي
أنواع الرومولية عشبية معمرة من أحاديات الفلقة، لها جعثن بيضي الشكل.